# Brazil's Next Top Model
Brazil's Next Top 
Model, algunas veces abreviado como BrNTM', fue un reality show brasileño, basado en el programa norteamericano America's Next Top Model producido por la rama brasileña del canal iberoamericano Sony Entertainment Television y la cadena brasileña Rede Record, asociados con Moonshot Pictures y Sony Pictures Television.

## Origen y temporada inicial
A principios de 2007, la filial brasileña de la serie de televisión orientada hacia el canal de cable, Sony Entertainment Television, decidió poner en marcha el proyecto para crear una variante brasileña del programa de televisión creado por Tyra Banks en los Estados Unidos.La idea era seguir el modelo desarrollado en los EE. UU. en términos del concurso en sí y el premio que se ofrece al ganador, aunque se decidió que el enfoque general de los candidatos implicaría "menos crueldad" en comparación con el ejemplo por Tyra Banks en los Estados Unidos.
Una de las decisiones de producción previas que más llamó la atención de los medios fue la selección de la modelo brasileña, que desempeñaría el papel que pertenecen a Tyra Banks en el original. La primera elección del canal fue la modelo, Gisele Bündchen; la top model Fernanda Motta fue finalmente elegida para el cargo. Con el fin de aceptar el trabajo, Motta, que vive en Nueva York, al parecer cancela la mayor parte de su agenda para poder permanecer en el país durante 2 meses seguidos.
La inscripción para el show tuvo lugar durante el mes de julio de 2007, a partir del 1 de julio hasta el 31, y la grabación para la primera temporada inaugural comenzó el 19 de agosto, y se estrenó el 3 de octubre. La primera temporada concluyó, con la selección del ganador, el 20 de diciembre.

## Formato
Inicialmente, 20 candidatas fueron seleccionadas para participar, pero en el formato original, llamado «eliminación grupal», sólo 13 de las 20 concursantes son las que conviven en una casa al estilo de Gran hermano, con una cámara grabándolas permanentemente. Semanalmente, una concursante es eliminada.

## El Desafío
El reto se centra generalmente en un elemento importante para el modelaje que ayudará a las modelos para mejorar la sesión de fotos que tienen en cada semana. Un juez invitado, que es único para cada episodio, evalúa a las modelos y decide la ganadora de ese desafío, la cual recibe un premio por su victoria. A veces, a la ganadora se le permite elegir un cierto número de otras participantes para recibir un premio similar, pero menos, recompensa, mientras que a las demás no se les da nada.

## Juzgamiento y Eliminación
Sobre la base de los resultados de las muchcas en el reto de la semana, sesión de fotos, y la actitud general, los jueces deliberan y deciden qué modelo debe abandonar la competencia. Una vez que los jueces han tomado su decisión, a las muchachas se les llama de nuevo en la habitación. La anfitriona, Fernanda, dice en voz alta los nombres de las modelos que tuvieron un buen desempeño en la semana, dándoles una copia de su mejor foto de la filmación. Las últimas dos, cuyos nombres no han sido llamados, reciben las críticas acerca de por qué se encontraban en ese lugar, y una es eliminado. La persona que se elimina no recibe una foto.

## Ciclos
| Ciclo | Estreno                  | Ganadora        | Finalista         | Otras concursantes (En orden de eliminación) | Número de Concursantes | Destino      |
| ----- | ------------------------ | --------------- | ----------------- | --- | ---------------------- | ------------ |
| 1     | 3 de octubre de 2007     | Mariana Velho   | Ana Paula Bertola | Dandara Oliveira, Danielle Zimmerman, Isabella Chaves, Anne Wrobel, Andréa Medina, Érycka Martins, Karin Cavalli, Lana Sartin, Ana Paula Costa, Mariana Richardt, Lívia Senador          | 13                     | Bahia        |
| 2     | 4 de septiembre de 2008  | Maíra Vieira    | Élly Rosa         | Luana Carolline, Isabel Correa, Flavia Giussani, Carolline Vieira, Flavia Gleichmann, Rebeca Sampaio, Alinne Giacomini, Marianna Henud, Dayse Lima, Priscila Mallmann, Malana de Freitas | 13                     | Buenos Aires |
| 3     | 10 de septiembre de 2009 | Camila Trindade | Bruna Brito       | Jéssyca Schamne, Liana Góes, Rafa Xavier, Camila Shiratori, Rafaela Machado, Giovahnna Ziegler, Fabiana Teodoro, Julliana Aniceto, Bia Fernandes, Tatiana Domingues, Mírian Araújo       | 13                     | São Paulo    |

- Datos: Q2484097